# Cerro Prieto (Perú)
Cerro Prieto es un caserío peruano ubicado en el distrito de Lancones, perteneciente a la provincia de Sullana del departamento de Piura, al norte del Perú. 

## Ubicación
Cerro Prieto se ubica al noreste de la provincia de Sullana, en el distrito de Lancones, en el departamento de Piura. 

## Demografía
En 2017 Cerro Prieto tenía una población de 11 habitantes.
| Gráfica de evolución demográfica de Cerro Prieto entre 1993 y 2017 |
|                                                                    |
| Fuentes: Población 1993 y 2017                                     |